# Savukoski
Savukoski est une commune de l'Est de la Laponie, à la frontière de la Russie.

## Géographie
C'est la commune de Finlande pour laquelle la densité de population est la plus faible. Elle compte tout juste 1 300 habitants sur 6 500 km2, et dix fois plus de rennes en élevage extensif. La commune, qui a une forme de rectangle de 70 km sur 100 km, est très majoritairement composée de zones sauvages. Elle est assez vallonnée, comptant de nombreuses collines (Tunturis) d'altitude supérieure à 400 mètres, vestiges des anciens monts Carélides.
La puissante rivière Kemijoki prend sa source à Savukoski.
Les plus grands lacs de Savukoski sont l'Arajärvi, le Kiurujärvi, l'Iso Akanjärvi et le Värriöjärvi.
Savukoski abrite la zone marécageuse de Äteritsiputeritsipuolilautatsijänkä (fi).
La municipalité se situe encore largement à l'écart des principales zones touristiques de Laponie même si le tourisme y connait un constant développement.
Les municipalités voisines sont Salla, Pelkosenniemi et Sodankylä accessibles par les routes régionales 967 et 965

## Histoire
Savukoski est habité par les Samis depuis la préhistoire jusqu'au XVIIe siècle.
La municipalité de Savukoski est fondée par une décision du Sénat impérial en 1916.
Auparavant, Savukoski faisait partie de Sodankylä.
En 1922, les opérations de la rébellion grasse (fi)  se sont également étendues à la région de Savukoski.
Durant l'été 1944, au cours des dernières étapes de la guerre de continuation, des partisans soviétiques ont détruit le village de Seitajärvi (fi).
Un monument aux villageois tués pendant l'attaque a été érigé sur le site.

## Administration

### Conseil municipal
Les 13 conseillers municipaux sont répartis comme suit:
| Parti     | Parti                           | Sièges 2021–2025 |
| --------- | ------------------------------- | ---------------- |
|           | Parti de la Coalition nationale | 4                |
|           | Vrais Finlandais                | 2                |
|           | Ligue verte                     | 0                |
|           | Alliance de gauche              | 1                |
|           | Parti du centre                 | 6                |
| Sources : |                                 |                  |

### Subdivisions administratives
Savukoski est composé de l'agglomération du village de Savukoski et aussi des villages de Hihnavaara, Kuosku, Lunkkaus, Martti, Rovala, Ruuvaoja, Nousu, Savukoski, Seitajärvi, Tanhua, Viitaranta et Värriö.

## Démographie
Depuis 1980, la démographie de Savukoski a évolué comme suit, :
| Année      | 1980  | 1985  | 1990  | 1995  | 2000  | 2005  |
| ---------- | ----- | ----- | ----- | ----- | ----- | ----- |
| population | 1 931 | 1 881 | 1 774 | 1 660 | 1 472 | 1 303 |

| Année      | 2010  | 2015  | 2020  |
| ---------- | ----- | ----- | ----- |
| population | 1 179 | 1 061 | 1 007 |

## Personnalités
- Markus Mustajärvi (1963-), député

Savukoski compte un habitant de marque, le Père Noël, qui lorsqu'il n'est pas présent à son bureau de Rovaniemi, réside sur le site sauvage et retiré du Korvatunturi à la frontière russe.

## Galerie

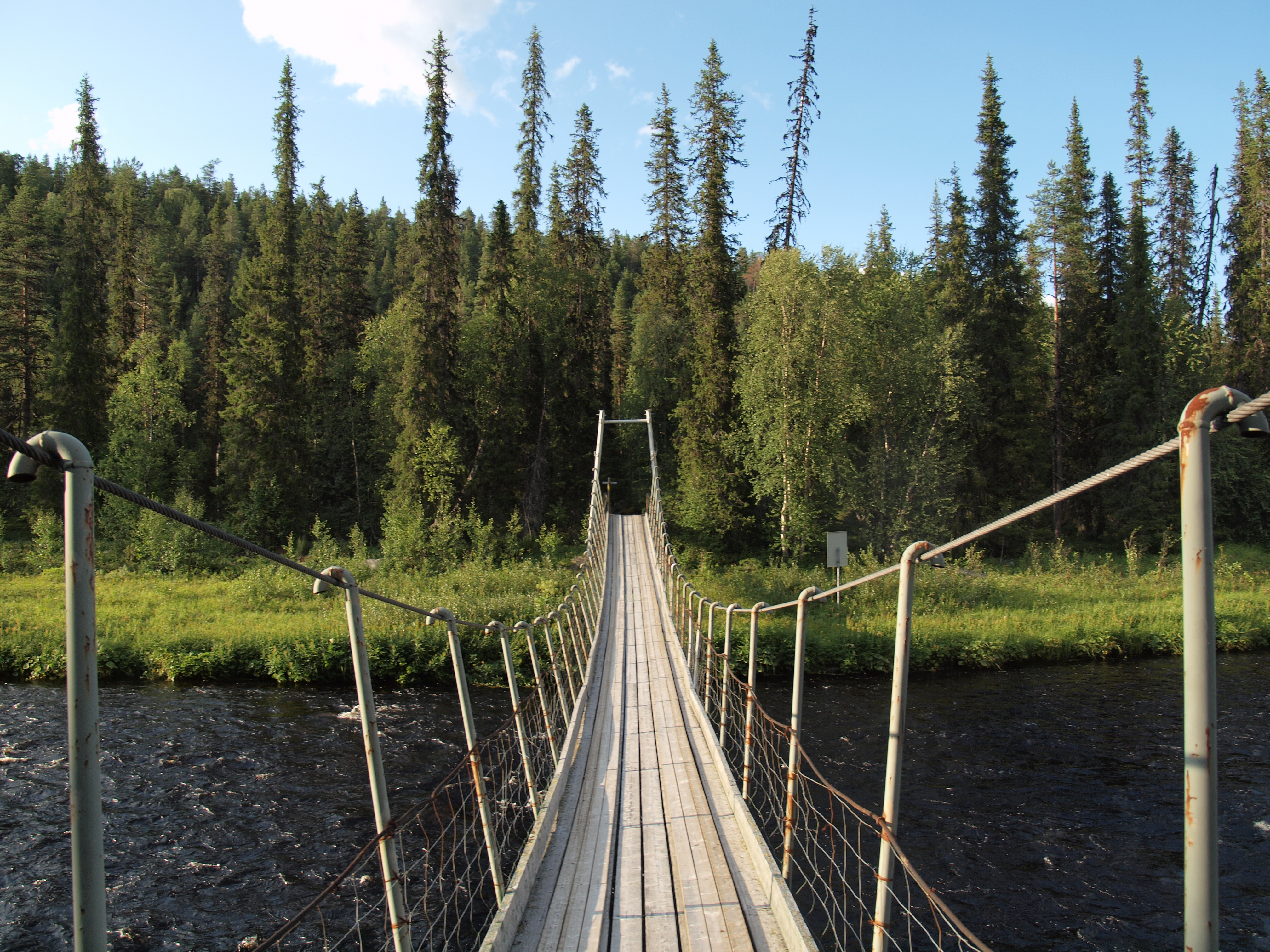
Pont enjambant la rivière Nuortti.
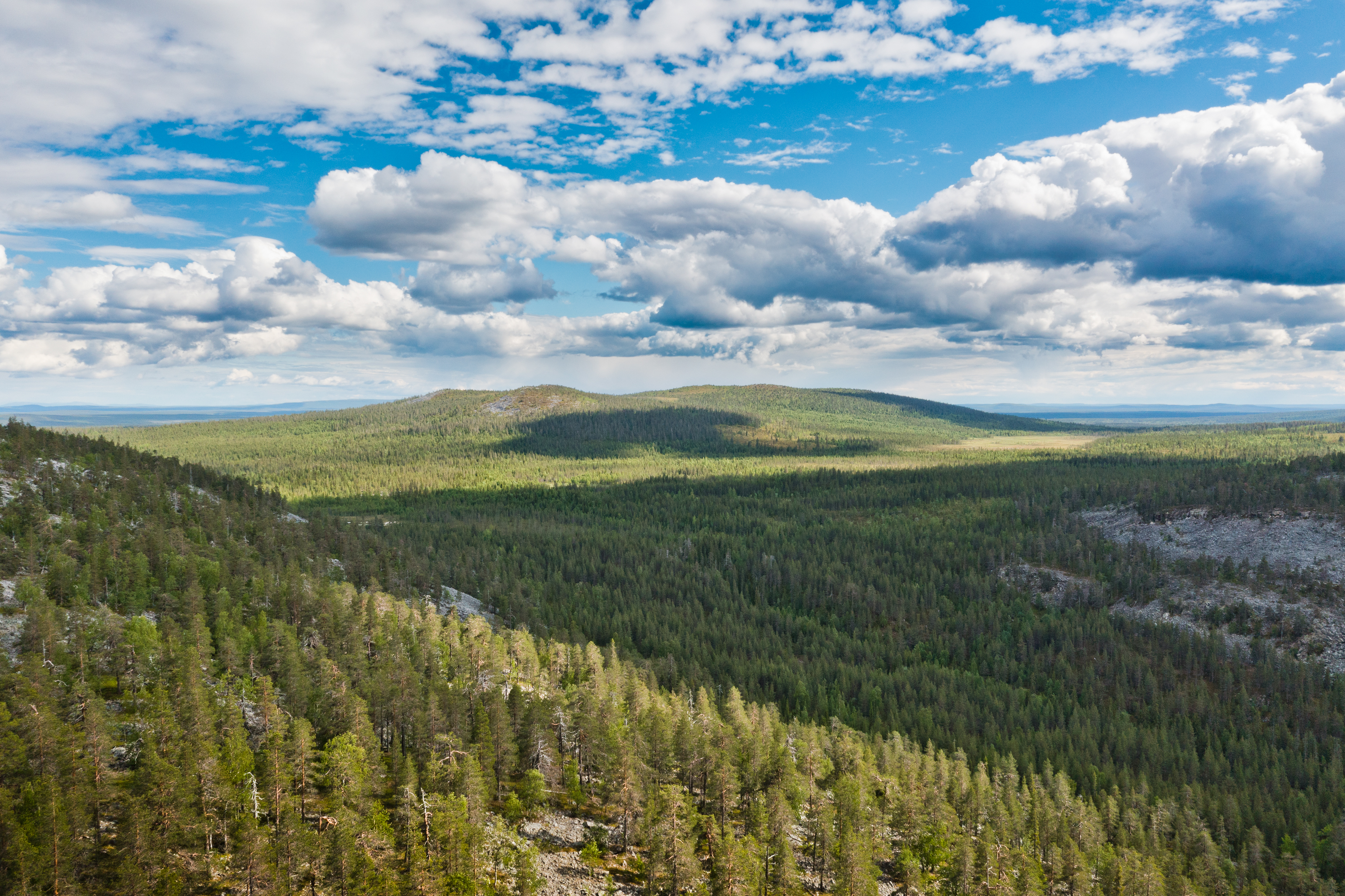
Vue du Kivitunturi et au fond le Vasatunturi.
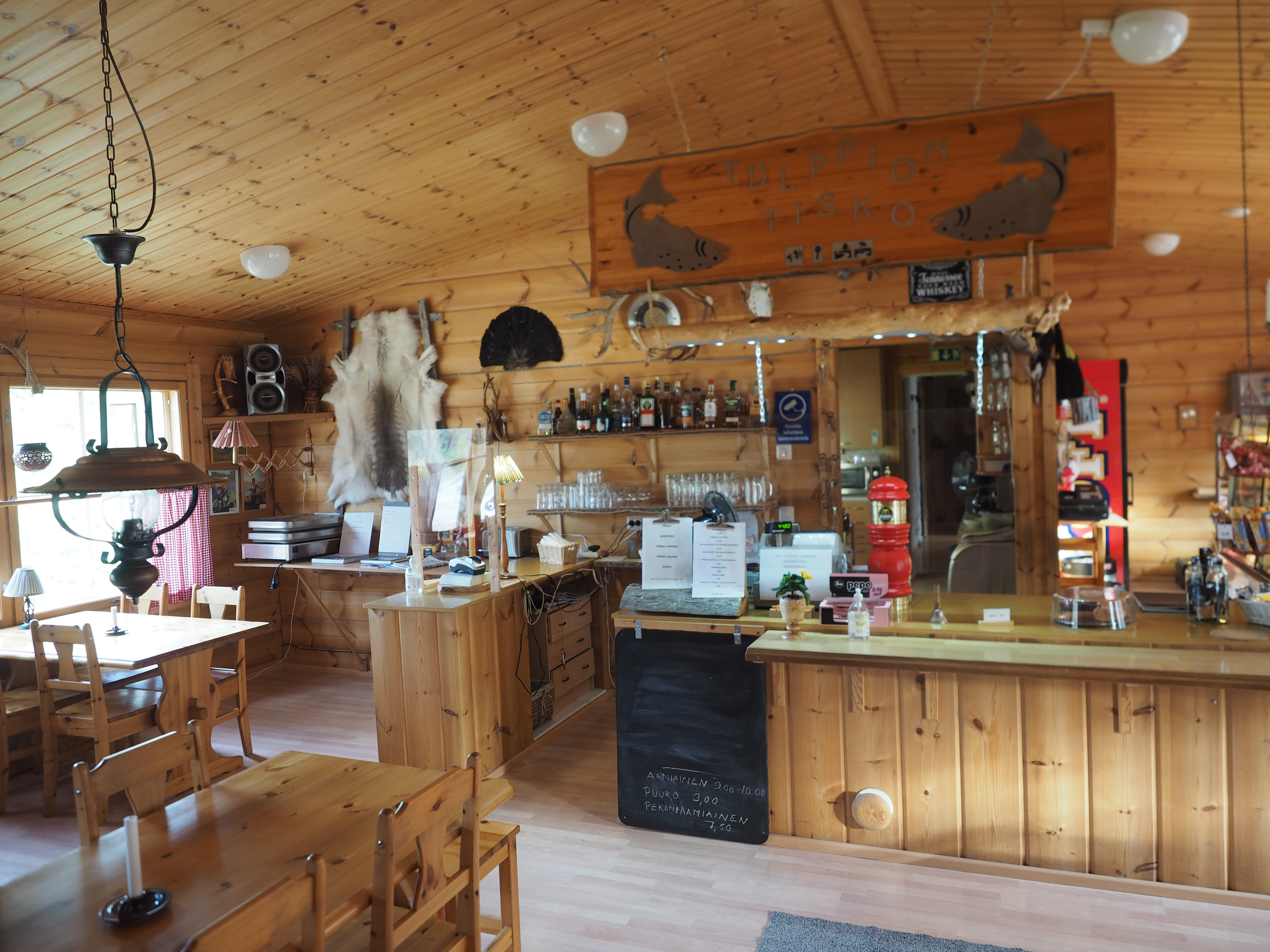
Restaurant Tulppion Tisko.